# Liga Konferencji Europy UEFA (2023/2024)/Faza pucharowa
Faza pucharowa rozgrywek Ligi Konferencji Europy UEFA 2023/2024 rozpoczęła się 15 lutego 2024 i została zakończona meczem finałowym, który odbył się na OPAP Arena w Atenach 29 maja 2024.

## Terminarz
Wszystkie losowania miały miejsce w siedzibie UEFA w Nyonie, w Szwajcarii.
| Runda       | Data i czas losowania | Data pierwszego meczu                | Data drugiego meczu                  |
| ----------- | --------------------- | ------------------------------------ | ------------------------------------ |
| Play-offy   | 18 grudnia 2023       | 15 lutego 2024                       | 22 lutego 2024                       |
| 1/8 finału  | 23 lutego 2024        | 7 marca 2024                         | 14 marca 2024                        |
| Ćwierćfinał | 15 marca 2024         | 11 kwietnia 2024                     | 18 kwietnia 2024                     |
| Półfinał    | 15 marca 2024         | 2 maja 2024                          | 9 maja 2024                          |
| Finał       | 15 marca 2024         | 29 maja 2024 na OPAP Arena w Atenach | 29 maja 2024 na OPAP Arena w Atenach |

Mecze mogą być rozegrane również we wtorki i środy, zamiast czwartków, gdyby były problemy z terminarzem.

## Zakwalifikowane drużyny
Do startu w fazie pucharowej uprawnione były 24 drużyny:
- 8 zwycięzców fazy grupowej Ligi Konferencji Europy,
- 8 drużyn, które zajęły 2. miejsca w fazie grupowej Ligi Konferencji Europy,
- 8 drużyn, które zajęły 3. miejsca w fazie grupowej Ligi Europy.

Do dalszych etapów turnieju przechodzili zwycięzcy poszczególnych dwumeczów.
Losowanie par play-offów odbyło się 18 grudnia 2023 roku. Zespoły, które zajęły 2 miejsca w swoich grupach w Lidze Konferencji Europy zostały rozlosowane przeciwko zespołom, które zajęły 3 miejsca w swoich grupach w Lidze Europy. Zwycięzcy grup z Ligi Konferencji Europy nie uczestniczą w play-offach i mają automatyczny awans do 1/8 finału. Drużyny z tych samych federacji oraz grup nie mogły zostać zestawione w jednej parze (dotyczy jedynie play-offów i 1/8 finału).
| Grupa | Zwycięzcy grup   | Drugie drużyny grup |
| ----- | ---------------- | ------------------- |
| A     | Lille OSC        | Slovan Bratysława   |
| B     | Maccabi Tel Awiw | KAA Gent            |
| C     | Viktoria Pilzno  | Dinamo Zagrzeb      |
| D     | Club Brugge      | FK Bodø/Glimt       |
| E     | Aston Villa      | Legia Warszawa      |
| F     | Fiorentina       | Ferencvárosi TC     |
| G     | PAOK FC          | Eintracht Frankfurt |
| H     | Fenerbahçe SK    | Łudogorec Razgrad   |

| Grupa | Drużyna        |
| ----- | -------------- |
| A     | Olympiakos SFP |
| B     | Ajax           |
| C     | Real Betis     |
| D     | Sturm Graz     |
| E     | Union SG       |
| F     | Maccabi Hajfa  |
| G     | Servette FC    |
| H     | Molde FK       |

## Play-offy
Losowanie par tej rundy odbyło się 18 grudnia 2023 roku. Pierwsze mecze zostały rozegrane 15 lutego, a rewanże 22 lutego 2024 roku.
| Drużyna 1                            | Wynik dwumeczu | Drużyna 2           | Pierwszy mecz | Drugi mecz  |
| ------------------------------------ | -------------- | ------------------- | ------------- | ----------- |
| Sturm Graz                           | 5:1            | Slovan Bratysława   | 4:1           | 1:0         |
| Servette FC                          | 1:0            | Łudogorec Razgrad   | 0:0           | 1:0         |
| Union SG                             | 4:3            | Eintracht Frankfurt | 2:2           | 2:1         |
| Real Betis                           | 1:2            | Dinamo Zagrzeb      | 0:1           | 1:1         |
| Olympiakos SFP                       | 2:0            | Ferencvárosi TC     | 1:0           | 1:0         |
| Ajax                                 | 4:3            | FK Bodø/Glimt       | 2:2           | 2:1 (dogr.) |
| Molde FK                             | 6:2            | Legia Warszawa      | 3:2           | 3:0         |
| Maccabi Hajfa                        | 2:1            | KAA Gent            | 1:0           | 1:1         |
| Po lewej gospodarz pierwszego meczu. |                |                     |               |             |

### Pierwsze mecze
| 15 lutego 2024 | Sturm Graz                                                       | 4:1   | Slovan Bratysława |                                                             |
| 18:45 CET      | Biereth 4' · Stanković 27' · Kiteiszwili 64' (k.) · Camara 90+1' | (2:1) | 8' Rodrigues      | Merkur Arena, Graz Widzów: 12 817 Sędzia: Mohammed Al-Hakim |

| 15 lutego 2024 | Union SG                    | 2:2   | Eintracht Frankfurt       |                                                                          |
| 18:45 CET      | Rasmussen 31' · Nilsson 68' | (1:2) | 3' Chaïbi · 10' Kalajdžić | Stade Constant Vanden Stock, Bruksela Widzów: 9 015 Sędzia: Craig Pawson |

| 15 lutego 2024 | Olympiakos SFP | 1:0   | Ferencvárosi TC |                                                                               |
| 18:45 CET      | El Kaabi 83'   | (0:0) |                 | Stadion im. Jeorjosa Karaiskakisa, Pireus Widzów: 30 300 Sędzia: Glenn Nyberg |

| 15 lutego 2024 | Molde FK                         | 3:2   | Legia Warszawa              |                                                       |
| 18:45 CET      | Gulbrandsen 12', 19' · Kaasa 24' | (3:0) | 64' Josué · 71' Augustyniak | Aker Stadion, Molde Widzów: 3 996 Sędzia: Enea Jorgji |

| 15 lutego 2024 | Servette FC | 0:0 | Łudogorec Razgrad |                                                            |
| 21:00 CET      |             |     |                   | Stade de Genève, Genewa Widzów: 13 847 Sędzia: Filip Glova |

| 15 lutego 2024 | Real Betis | 0:1   | Dinamo Zagrzeb    |                                                                          |
| 21:00 CET      |            | (0:0) | 76' (k.) Petković | Estadio Benito Villamarín, Sewilla Widzów: 25 091 Sędzia: Mykoła Bałakin |

| 15 lutego 2024 | Ajax                                  | 2:2   | FK Bodø/Glimt    |                                                                     |
| 21:00 CET      | Van Den Boomen 90+1' · Berghuis 90+7' | (0:1) | 16', 64' Grønbæk | Johan Cruijff Arena, Amsterdam Widzów: 52 267 Sędzia: António Nobre |

| 15 lutego 2024 | Maccabi Hajfa | 1:0   | KAA Gent |                                                             |
| 21:00 CET      | Pierrot 65'   | (0:0) |          | Bozsik Aréna, Budapeszt Widzów: 1 274 Sędzia: Willie Collum |

### Rewanże
| 21 lutego 2024 | KAA Gent       | 1:1   | Maccabi Hajfa |                                                     |
| 18:00 CET      | Tissoudali 69' | (0:1) | 4' Pierrot    | Ghelamco Arena, Gandawa Widzów: 0 Sędzia: Matej Jug |

| 22 lutego 2024 | Łudogorec Razgrad | 0:1   | Servette FC |                                                              |
| 18:45 CET      |                   | (0:1) | 6' Cognat   | Łudogorec Arena, Razgrad Widzów: 6 487 Sędzia: Əliyar Ağayev |

| 22 lutego 2024 | Dinamo Zagrzeb | 1:1   | Real Betis  |                                                               |
| 18:45 CET      | Kaneko 59'     | (0:1) | 38' Bakambu | Stadion Maksimir, Zagrzeb Widzów: 18 002 Sędzia: Urs Schnyder |

| 22 lutego 2024 | FK Bodø/Glimt | 1:2 (pd.)       | Ajax                       |                                                                    |
| 18:45 CET      | Berg 83'      | (0:1, 1:1, 1:1) | 34' Berghuis · 118' Taylor | Aspmyra Stadion, Bodø Widzów: 7 885 Sędzia: Anastasios Sidiropulos |

| 22 lutego 2024 | Slovan Bratysława | 0:1   | Sturm Graz  |                                                                            |
| 21:00 CET      |                   | (0:0) | 52' Biereth | Národný futbalový štadión, Bratysława Widzów: 19 870 Sędzia: Orel Grinfeld |

| 22 lutego 2024 | Eintracht Frankfurt | 1:2   | Union SG                 |                                                                           |
| 21:00 CET      | Dina Ebimbe 88'     | (0:0) | 47' Puertas · 80' Eckert | Commerzbank-Arena, Frankfurt nad Menem Widzów: 57 300 Sędzia: Espen Eskås |

| 22 lutego 2024 | Ferencvárosi TC | 0:1   | Olympiakos SFP    |                                                                 |
| 21:00 CET      |                 | (0:1) | 45' (k.) El Kaabi | Groupama Aréna, Budapeszt Widzów: 21 057 Sędzia: Clément Turpin |

| 22 lutego 2024 | Legia Warszawa | 0:3   | Molde FK                         |                                                                       |
| 21:00 CET      |                | (0:2) | 2', 67' Gulbrandsen · 20' Hestad | Stadion Wojska Polskiego, Warszawa Widzów: 27 459 Sędzia: Harm Osmers |

## 1/8 finału
W tej rundzie zwycięzcy grup Ligi Konferencji Europy zostali rozlosowani przeciwko zwycięzcom dwumeczów play-offów. Losowanie par tej rundy odbyło się 23 lutego 2024 roku. Pierwsze mecze zostały rozegrane 7 marca, a rewanże 14 marca 2024 roku.
| Drużyna 1                            | Wynik dwumeczu | Drużyna 2        | Pierwszy mecz | Drugi mecz  |
| ------------------------------------ | -------------- | ---------------- | ------------- | ----------- |
| Servette FC                          | 0:0 (k. 1:3)   | Viktoria Pilzno  | 0:0           | 0:0 (dogr.) |
| Ajax                                 | 0:4            | Aston Villa      | 0:0           | 0:4         |
| Molde FK                             | 2:4            | Club Brugge      | 2:1           | 0:3         |
| Union SG                             | 1:3            | Fenerbahçe SK    | 0:3           | 1:0         |
| Dinamo Zagrzeb                       | 3:5            | PAOK FC          | 2:0           | 1:5         |
| Sturm Graz                           | 1:4            | Lille OSC        | 0:3           | 1:1         |
| Maccabi Hajfa                        | 4:5            | Fiorentina       | 3:4           | 1:1         |
| Olympiakos SFP                       | 7:5            | Maccabi Tel Awiw | 1:4           | 6:1 (dogr.) |
| Po lewej gospodarz pierwszego meczu. |                |                  |               |             |

### Pierwsze mecze
| 7 marca 2024 | Ajax | 0:0 | Aston Villa |                                                                   |
| 18:45 CET    |      |     |             | Johan Cruijff Arena, Amsterdam Widzów: 52 197 Sędzia: Enea Jorgji |

| 7 marca 2024 | Molde FK                         | 2:1   | Club Brugge        |                                                       |
| 18:45 CET    | Stenevik 43' · Gulbrandsen 90+2' | (1:0) | 85' (k.) De Cuyper | Aker Stadion, Molde Widzów: 9 267 Sędzia: Filip Glova |

| 7 marca 2024 | Sturm Graz | 0:3   | Lille OSC                     |                                                              |
| 18:45 CET    |            | (0:1) | 28', 51' David · 71' Zhegrova | Merkur Arena, Graz Widzów: 13 825 Sędzia: Bartosz Frankowski |

| 7 marca 2024 | Olympiakos SFP | 1:4   | Maccabi Tel Awiw                        |                                                                               |
| 18:45 CET    | El Kaabi 13'   | (1:3) | 4', 30' Zahawi · 9' Shahar · 74' Peretz | Stadion im. Jeorjosa Karaiskakisa, Pireus Widzów: 31 054 Sędzia: Craig Pawson |

| 7 marca 2024 | Servette FC | 0:0 | Viktoria Pilzno |                                                             |
| 21:00 CET    |             |     |                 | Stade de Genève, Genewa Widzów: 15 354 Sędzia: Morten Krogh |

| 7 marca 2024 | Union SG | 0:3   | Fenerbahçe SK                                 |                                                                            |
| 21:00 CET    |          | (0:1) | 20' Batshuayi · 84' Oosterwolde · 90+4' Tadić | Stade Constant Vanden Stock, Bruksela Widzów: 13 522 Sędzia: João Pinheiro |

| 7 marca 2024 | Dinamo Zagrzeb    | 2:0   | PAOK FC |                                                                |
| 21:00 CET    | Petković 37', 71' | (1:0) |         | Stadion Maksimir, Zagrzeb Widzów: 18 562 Sędzia: Əliyar Ağayev |

| 7 marca 2024 | Maccabi Hajfa                       | 3:4   | Fiorentina                                            |                                                              |
| 21:00 CET    | Seck 12' · Kinda 29' · Khalaily 67' | (2:1) | 2' Nzola · 58' Beltrán · 73' Mandragora · 90+5' Barák | Bozsik Aréna, Budapeszt Widzów: 1 589 Sędzia: Donatas Rumšas |

### Rewanże
| 14 marca 2024 | Viktoria Pilzno           | 0:0 (pd.)   | Servette FC                                      |                                                           |
| 18:45 CET     |                           |             |                                                  | Doosan Arena, Pilzno Widzów: 11 225 Sędzia: Willie Collum |
| 18:45 CET     | · Chorý · Mosquera · Šulc | Rzuty karne | · Stevanović · Guillemenot · Severin · Tsunemoto | Doosan Arena, Pilzno Widzów: 11 225 Sędzia: Willie Collum |

| 14 marca 2024 | Fenerbahçe SK | 0:1   | Union SG      |                                                                             |
| 18:45 CET     |               | (0:0) | 68' Rasmussen | Fenerbahçe Şükrü Saracoğlu, Stambuł Widzów: 35 605 Sędzia: Nikola Dabanović |

| 14 marca 2024 | PAOK FC                                                                          | 5:1   | Dinamo Zagrzeb |                                                            |
| 18:45 CET     | Rahman 27' · Sučić 34' (sam.) · Llamas 42' · Koulierakis 73' · Živković 88' (k.) | (3:0) | 49' Hoxha      | Stadion Tumba, Saloniki Widzów: 19 701 Sędzia: Harm Osmers |

| 14 marca 2024 | Fiorentina | 1:1   | Maccabi Hajfa |                                                                      |
| 18:45 CET     | Barák 59'  | (0:0) | 88' Khalaily  | Stadio Artemio Franchi, Florencja Widzów: 6 838 Sędzia: Irfan Peljto |

| 14 marca 2024 | Aston Villa                                      | 4:0   | Ajax |                                                             |
| 21:00 CET     | Watkins 25' · Bailey 60' · Durán 75' · Diaby 81' | (1:0) |      | Villa Park, Birmingham Widzów: 37 916 Sędzia: Orel Grinfeld |

| 14 marca 2024 | Club Brugge                        | 3:0   | Molde FK |                                                                  |
| 21:00 CET     | Skov Olsen 45+2', 48' · Skóraś 70' | (1:0) |          | Jan Breydel Stadion, Brugia Widzów: 11 858 Sędzia: Radu Petrescu |

| 14 marca 2024 | Lille OSC  | 1:1   | Sturm Graz     |                                                                         |
| 21:00 CET     | Santos 43' | (1:1) | 45+2' Wüthrich | Stade Pierre-Mauroy, Villeneuve-d’Ascq Widzów: 17 888 Sędzia: Matej Jug |

| 14 marca 2024 | Maccabi Tel Awiw | 1:6 (pd.)       | Olympiakos SFP                                                                 |                                                              |
| 21:00 CET     | Zahawi 57' (k.)  | (0:3, 1:4, 1:6) | 10' Podence · 36' Fortunis · 45+3', 65' El Kaabi · 93' Jovetić · 103' El-Arabi | TSC Arena, Bačka Topola Widzów: 370 Sędzia: Maurizio Mariani |

## Ćwierćfinały
Od tej rundy drużyny rywalizujące ze sobą w parach losowane były niezależnie od kraju, z którego pochodzą, a także grupy, w której występowały. Losowanie par tej rundy odbyło się 15 marca 2024 roku. Mecze tej rundy zostały rozegrane 11 kwietnia, a rewanże 18 kwietnia 2024 roku.
| Drużyna 1                            | Wynik dwumeczu | Drużyna 2     | Pierwszy mecz | Drugi mecz  |
| ------------------------------------ | -------------- | ------------- | ------------- | ----------- |
| Club Brugge                          | 3:0            | PAOK FC       | 1:0           | 2:0         |
| Olympiakos SFP                       | 3:3 (k. 3:2)   | Fenerbahçe SK | 3:2           | 0:1 (dogr.) |
| Aston Villa                          | 3:3 (k. 4:3)   | Lille OSC     | 2:1           | 1:2 (dogr.) |
| Viktoria Pilzno                      | 0:2            | Fiorentina    | 0:0           | 0:2 (dogr.) |
| Po lewej gospodarz pierwszego meczu. |                |               |               |             |

### Pierwsze mecze
| 11 kwietnia 2024 | Olympiakos SFP                            | 3:2   | Fenerbahçe SK                |                                                                                 |
| 18:45 CET        | Fortunis 8' · Jovetić 32' · Chiquinho 57' | (2:0) | 68' (k.) Tadić · 74' Kahveci | Stadion im. Jeorjosa Karaiskakisa, Pireus Widzów: 32 000 Sędzia: Sandro Schärer |

| 11 kwietnia 2024 | Viktoria Pilzno | 0:0 | Fiorentina |                                                           |
| 18:45 CET        |                 |     |            | Doosan Arena, Pilzno Widzów: 11 470 Sędzia: Orel Grinfeld |

| 11 kwietnia 2024 | Club Brugge | 1:0   | PAOK FC |                                                                   |
| 21:00 CET        | Vetlesen 6' | (1:0) |         | Jan Breydel Stadion, Brugia Widzów: 19 917 Sędzia: Daniel Siebert |

| 11 kwietnia 2024 | Aston Villa              | 2:1   | Lille OSC   |                                                           |
| 21:00 CET        | Watkins 13' · McGinn 56' | (1:0) | 84' Diakité | Villa Park, Birmingham Widzów: 37 220 Sędzia: Espen Eskås |

### Rewanże
| 18 kwietnia 2024 | Lille OSC                                    | 2:1 (pd.)               | Aston Villa                                  |                                                                             |
| 18:45 CET        | Yazıcı 15' · André 68'                       | (1:0, 2:1, 2:1, k. 3:4) | 87' Cash                                     | Stade Pierre-Mauroy, Villeneuve-d’Ascq Widzów: 47 093 Sędzia: Ivan Kružliak |
| 18:45 CET        | · Bentaleb · David · Gomes · Cabella · André | Rzuty karne             | · Tielemans · Watkins · Cash · Bailey · Luiz | Stade Pierre-Mauroy, Villeneuve-d’Ascq Widzów: 47 093 Sędzia: Ivan Kružliak |

| 18 kwietnia 2024 | Fiorentina                  | 2:0 (pd.)       | Viktoria Pilzno |                                                                            |
| 18:45 CET        | González 92' · Biraghi 108' | (0:0, 0:0, 1:0) |                 | Stadio Artemio Franchi, Florencja Widzów: 19 418 Sędzia: Jesús Gil Manzano |

| 18 kwietnia 2024 | PAOK FC | 0:2   | Club Brugge     |                                                             |
| 21:00 CET        |         | (0:2) | 33', 45' Jutglà | Stadion Tumba, Saloniki Widzów: 24 738 Sędzia: Davide Massa |

| 18 kwietnia 2024 | Fenerbahçe SK                                 | 1:0 (pd.)               | Olympiakos SFP                                    |                                                                           |
| 21:00 CET        | Kahveci 11'                                   | (1:0, 1:0, 1:0, k. 2:3) |                                                   | Fenerbahçe Şükrü Saracoğlu, Stambuł Widzów: 44 040 Sędzia: Tobias Stieler |
| 21:00 CET        | · Tadić · Batshuayi · Ünder · Djiku · Bonucci | Rzuty karne             | · El Kaabi · El-Arabi · Horta · Masuras · Rodinei | Fenerbahçe Şükrü Saracoğlu, Stambuł Widzów: 44 040 Sędzia: Tobias Stieler |

## Półfinały
Losowanie par tej rundy odbyło się 15 marca 2024 roku. Mecze tej rundy zostały rozegrane 2 maja, a rewanże 9 maja 2024 roku.
| Drużyna 1                            | Wynik dwumeczu | Drużyna 2      | Pierwszy mecz | Drugi mecz |
| ------------------------------------ | -------------- | -------------- | ------------- | ---------- |
| Aston Villa                          | 2:6            | Olympiakos SFP | 2:4           | 0:2        |
| Fiorentina                           | 4:3            | Club Brugge    | 3:2           | 1:1        |
| Po lewej gospodarz pierwszego meczu. |                |                |               |            |

### Pierwsze mecze
| 2 maja 2024 | Aston Villa               | 2:4   | Olympiakos SFP                          |                                                           |
| 21:00 CET   | Watkins 45+1' · Diaby 52' | (1:2) | 16', 29', 56' (k.) El Kaabi · 67' Hezze | Villa Park, Birmingham Widzów: 41 220 Sędzia: Marco Guida |

| 2 maja 2024 | Fiorentina                            | 3:2   | Club Brugge                   |                                                                         |
| 21:00 CET   | Sottil 5' · Belotti 37' · Nzola 90+1' | (2:1) | 17' (k.) Vanaken · 63' Thiago | Stadio Artemio Franchi, Florencja Widzów: 27 516 Sędzia: Michael Oliver |

### Rewanże
| 8 maja 2024 | Club Brugge | 1:1   | Fiorentina       |                                                                     |
| 18:45 CET   | Vanaken 20' | (1:0) | 85' (k.) Beltrán | Jan Breydel Stadion, Brugia Widzów: 26 936 Sędzia: Halil Umut Meler |

| 9 maja 2024 | Olympiakos SFP    | 2:0   | Aston Villa |                                                                               |
| 21:00 CET   | El Kaabi 10', 78' | (1:0) |             | Stadion im. Jeorjosa Karaiskakisa, Pireus Widzów: 33 000 Sędzia: Felix Zwayer |

## Finał
| 29 maja 2024 21:00 CET | Olympiakos SFP · El Kaabi 116' | 1:0 (Dogr.)(0:0)Raport | Fiorentina | OPAP Arena, Ateny Widzów: 26 842 Sędzia: Artur Soares Dias |
|                        |                                |                        |            |                                                            |

| Olympiakos | Fiorentina |

|                      | 88 | Konstantinos Tzolakis    |      |        |
|                      | 23 | Rodinei                  |      |        |
|                      | 45 | Panajotis Retsos         |      |        |
|                      | 16 | David Carmo              |      |        |
|                      | 3  | Francisco Ortega         |      | 91'    |
|                      | 32 | Santiago Hezze           |      |        |
|                      | 8  | Vicente Iborra           |      |        |
|                      | 56 | Daniel Podence           | 28'  | 106'   |
|                      | 6  | Chiquinho                |      | 77'    |
|                      | 7  | Kostas Fortunis (c)      |      | 73'    |
|                      | 9  | Ayoub El Kaabi           | 117' | 120+2' |
| Zmiany:              |    |                          |      |        |
|                      | 1  | Alexandros Paschalakis   | 95'  |        |
|                      | 99 | Athanasios Papadoudis    |      |        |
|                      | 18 | Quini                    |      | 91'    |
|                      | 27 | Omar Richards            |      |        |
|                      | 65 | Apostolos Apostolopoulos |      |        |
|                      | 74 | Andreas Ndoj             |      |        |
|                      | 5  | André Horta              |      | 77'    |
|                      | 15 | Sotiris Alexandropoulos  |      |        |
|                      | 19 | Georgios Masouras        |      | 106'   |
|                      | 20 | João Carvalho            |      |        |
|                      | 11 | Youssef El-Arabi         |      | 120+2' |
|                      | 22 | Stevan Jovetić           | 94'  | 73'    |
| Trener:              |    |                          |      |        |
| José Luis Mendilibar |    |                          |      |        |

|                   | 1  | Pietro Terracciano    |     |      |
|                   | 2  | Dodô                  |     |      |
|                   | 4  | Nikola Milenković     |     |      |
|                   | 28 | Lucas Martínez Quarta | 42' |      |
|                   | 3  | Cristiano Biraghi (c) | 99' | 106' |
|                   | 6  | Arthur                |     | 74'  |
|                   | 38 | Rolando Mandragora    |     |      |
|                   | 10 | Nicolás González      |     | 106' |
|                   | 5  | Giacomo Bonaventura   |     | 82'  |
|                   | 99 | Christian Kouamé      | 79' | 82'  |
|                   | 20 | Andrea Belotti        |     | 59'  |
| Zmiany:           |    |                       |     |      |
|                   | 53 | Oliver Christensen    |     |      |
|                   | 16 | Luca Ranieri          |     | 106' |
|                   | 22 | Davide Faraoni        |     |      |
|                   | 33 | Michael Kayode        |     |      |
|                   | 65 | Fabiano Parisi        |     |      |
|                   | 8  | Maxime Lopez          |     |      |
|                   | 19 | Gino Infantino        |     |      |
|                   | 32 | Alfred Duncan         |     | 74'  |
|                   | 72 | Antonín Barák         |     | 82'  |
|                   | 9  | Lucas Beltrán         |     | 106' |
|                   | 11 | Jonathan Ikoné        |     | 82'  |
|                   | 18 | M'Bala Nzola          |     | 59'  |
| Trener:           |    |                       |     |      |
| Vincenzo Italiano |    |                       |     |      |

Zawodnik meczu:

 Ayoub El Kaabi (Olympiakos)
| Sędziowie asystenci: Paulo Soares Pedro Ribeiro Sędzia techniczny: Glenn Nyberg Rezerwowy sędzia asystent: Mahbod Beigi Sędzia VAR: Tiago Martins Sędzia asystent VAR: Christian Dingert Asystent sędziego asystenta VAR: Marco Fritz |